# Церкље на Горењскем
Церкље на Горењскем (словен. Cerklje na Gorenjskem) је градић и управно средиште истоимене општине Церкље на Горењскем, која припада Горењској регији у Републици Словенији.
По попису становништва из 2011. године, насеље Церкље на Горењскем имало је 1.608 становника.
Овде се родио словеначки и српски композитор и диригент Даворин Јенко.